# Drosophila aragua
Drosophila aragua este o specie de muște din genul Drosophila, familia Drosophilidae, descrisă de Vilela și Guido Pereira în anul 1982. Conform Catalogue of Life specia Drosophila aragua nu are subspecii cunoscute.